# Pepsi Invaders
Pepsi Invaders (aussi connu sous le nom de Coke Wins) est un jeu vidéo de shoot 'em up sorti sur Atari 2600 en 1983. Le jeu reprend les codes de Space Invaders, en remplaçant simplement les extraterrestres par les lettres du mot « Pepsi ».
Ne s'étant écoulé qu'à 125 exemplaires, la cartouche de Pepsi Invaders est très recherchée par les collectionneurs.